# Tecnólogo em eletricidade
Um tecnólogo em eletricidade é um profissional especializado na aplicação de princípios teóricos de eletricidade em contextos práticos. Eles possuem um nível de expertise que preenche a lacuna entre engenheiros eletricistas e profissionais de ofícios elétricos. Seu treinamento normalmente envolve programas educacionais abrangentes, que cobrem uma gama de especializações como instrumentação, sistemas de energia, telecomunicações, programação e controles eletrônicos. Tecnólogos em eletricidade encontram emprego em diversos setores, incluindo empresas de serviços públicos, firmas de design de engenharia, corporações industriais e negócios de construção.